# 그랜드 슬램 챔피언십
그랜드슬램 챔피언십(Grand Slam Championship)은 프로레슬링에서 다관왕을 제패하는 챔피언십이다. 그랜드슬램 챔피언십은 세계챔피언십과 태그팀 챔피언십, 중간급챔피언십, 그리고 기타급 챔피언십까지를 차지하면 등극할 수 있게된다. 이에 그랜드슬램 챔피언십은 트리플 크라운 달성자가 기타급 챔피언십의 경력이 있는 자만이 그랜드슬래머가 된다는 뜻이다. 현재 그랜드슬램 챔피언십이 존재하는 메이저 단체는 WWE, TNA, ROH가 있으며, 양대 메이저 단체에서 획득한 선수는 AJ 스타일스(TNA & WWE)가 있다.

## 월드 레슬링 엔터테인먼트 (WWE)
월드 레슬링 엔터테인먼트의 그랜드 슬램은 WWE 챔피언십, 월드 태그팀 챔피언십 (구 버전), 인터콘티넨탈 챔피언십, 유러피언 챔피언십, 그외에 그랜드슬램을 등극 할 수 있게 해주는 월드 헤비웨이트 챔피언십 (구 버전), 월드 태그팀 챔피언십 (신 버전), 하드코어 챔피언십까지 달성할 수 있었다. 비록 2002년 중순에 유러피언 챔피언십과 하드코어 챔피언십이 폐지되었다 해도 기록은 유지되었다. 2015년 4월 4일 WWE가 새로운 규정을 발표함으로써 WWE US 챔피언 역시 공식적으로 인정 받게 되었다.
구 규정 그랜드슬램의 7개의 타이틀을 모두 획득한 선수는 크리스제리코 와 제프하디 뿐이다.
| 문자              | 내용                                                                           |
| ----------------- | ------------------------------------------------------------------------------ |
| 챔피언십 이탤릭체 | 원조격인 챔피언십 외의 (브랜드 확장이후의) 또다른 챔피언십                     |
| 날짜 이탤릭체     | 트리플 크라운을 달성한 이후, 같은 급의 다른 챔피언십을 차지한 날짜             |
| 날짜 굵은글씨     | 트리플 크라운을 달성한 날짜                                                    |
| 날짜              | 처음으로 챔피언십을 획득한 날짜.                                               |
| 이름 배경색       | 내용                                                                           |
|                   | 원조격인 챔피언십으로 달성한 선수.                                             |
|                   | 또다른 챔피언십을 겹쳐서 달성한 선수.                                          |
|                   | 또다른 챔피언십을 겹쳐서 달성했지만,이후 원조격인 챔피언십을 모두 차지한 선수. |
| 날짜 배경색       | 내용                                                                           |
|                   | RAW 브랜드                                                                     |
|                   | 스맥다운 브랜드                                                                |
|                   | ECW 브랜드                                                                     |
|                   | 브랜드 확장 이전,슈퍼쇼 체제 설립 이후                                         |

#### WWE의 구규정 그랜드 슬래머들
| 챔피언                 | 월드 헤비웨이트 챔피언십 | 월드 헤비웨이트 챔피언십 | 월드 태그팀 챔피언십                     | 월드 태그팀 챔피언십                       | 중간급 챔피언십  | 기타 챔피언십    | 기타 챔피언십   |
| 챔피언                 | WWE                      | 월드 헤비웨이트          | (구)월드 태그팀                          | (신)월드 태그팀                            | 인터콘티넨탈     | 유러피언         | 하드코어        |
| ---------------------- | ------------------------ | ------------------------ | ---------------------------------------- | ------------------------------------------ | ---------------- | ---------------- | --------------- |
| 숀 마이클스            | 1996년 3월 31일          | 2002년 11월 17일         | 1994년 8월 28일 (파트너는 디젤)          | 2009년 12월 13일 (파트너는 트리플 H)       | 1992년 10월 27일 | 1997년 9월 20일  | 폐지            |
| 트리플 H               | 1999년 8월 23일          | 2002년 9월 2일           | 2001년 4월 29일 (파트너는 스티브 오스틴) | 2009년 12월 13일 (파트너는 숀 마이클스)    | 1996년 10월 21일 | 1997년 12월 11일 | 폐지            |
| 케인                   | 1998년 2월 28일          | 2010년 7월 18일          | 1998년 7월 13일 (파트너는 맨카인드)      | 2011년 4월 19일 (파트너는 빅 쇼)           | 2001년 5월 20일  | 폐지             | 2001년 4월 1일  |
| 크리스 제리코          | 2001년 12월 9일          | 2008년 9월 7일           | 2001년 5월 21일 (파트너는 크리스 벤와)   | 2009년 6월 28일 (파트너는 에지)            | 1999년 12월 12일 | 2000년 4월 2일   | 2001년 5월 28일 |
| 커트 앵글              | 2000년 10월 22일         | 2006년 1월 10일          | 폐지                                     | 2002년 10월 2일 (파트너는 크리스 벤와)     | 2000년 2월 27일  | 2000년 2월 8일   | 2001년 9월 10일 |
| 에디 게레로            | 2004년 2월 15일          | 사망/폐지                | 사망/폐지                                | 2002년 11월 17일 (파트너는 차보 게레로)    | 2000년 9월 3일   | 2000년 4월 3일   | 사망/폐지       |
| 랍 밴 댐               | 2006년 6월 11일          | 폐지                     | 2003년 3월 31일 (파트너는 케인)          | 2004년 12월 9일 (파트너는 레이 미스테리오) | 2002년 3월 17일  | 2002년 7월 22일  | 2001년 7월 22일 |
| 부커 T                 | 미 획득                  | 2006년 7월 23일          | 2001년 11월 1일 (파트너는 테스트)        | 미획득                                     | 2003년 7월 7일   | 폐지             | 2002년 5월 4일  |
| 제프 하디              | 2008년 12월 14일         | 2009년 6월 7일           | 1999년 6월 29일 (파트너는 매트 하디)     | 2017년 4월 2일 (파트너는 매트 하디)        | 2001년 4월 12일  | 2002년 7월 8일   | 2001년 7월 10일 |
| 존 '브래드쇼' 레이필드 | 2004년 6월 27일          | 은퇴/폐지                | 1999년 5월 31일 (파트너는 파룩)          | 은퇴                                       | 2009년 3월 8일   | 2001년 10월 22일 | 2002년 6월 3일  |
| 크리스찬               | 은퇴                     | 2011년 5월 1일           | 2000년 4월 2일 (파트너는 에지)           | 은퇴                                       | 2001년 9월 23일  | 2001년 10월 30일 | 2002년 3월 17일 |
| 빅 쇼                  | 1999년 11월 14일         | 2011년 12월 18일         | 1999년 8월 22일 (파트너는 언더테이커)    | 2009년 7월 26일 (파트너는 크리스 제리코)   | 2012년 4월 1일   | 폐지             | 2001년 2월 25일 |

#### WWE의 신규정 그랜드 슬래머들
신규정 그랜드 슬램은 WWE 챔피언십, WWE 유니버셜 챔피언십, 월드 태그팀 챔피언십 (신 버전), WWE 태그팀 챔피언십 (신 버전), 인터콘티넨탈 챔피언십, WWE 유나이티드 스테이츠 챔피언십으로만 달성할 수 있다. 월드 헤비웨이트 챔피언십 (구 버전)과 월드 태그팀 챔피언십 (구 버전)은 제외한다.
| 챔피언          | 월드 헤비웨이트 챔피언십 | 월드 헤비웨이트 챔피언십 | 월드 태그팀 챔피언십                       | 월드 태그팀 챔피언십                                 | 중간급 챔피언십  | 기타 챔피언십       |
| 챔피언          | WWE                      | WWE 유니버셜             | (신)월드 태그팀                            | (신)WWE 태그팀                                       | 인터콘티넨탈     | 유나이티드 스테이츠 |
| --------------- | ------------------------ | ------------------------ | ------------------------------------------ | ---------------------------------------------------- | ---------------- | ------------------- |
| 커트 앵글       | 2000년 10월 22일         | 미획득                   | 2002년 10월 20일 (파트너는 크리스 벤와)    | 미획득                                               | 2000년 2월 27일  | 2001년 10월 22일    |
| 에디 게레로     | 2004년 2월 15일          | 사망                     | 2002년 11월 17일 (파트너는 차보 게레로)    | 사망                                                 | 2000년 9월 3일   | 2003년 7월 23일     |
| 에지            | 2006년 1월 8일           | 은퇴                     | 2002년 11월 7일 (파트너는 레이 미스테리오) | 은퇴                                                 | 1999년 7월 24일  | 2001년 11월 12일    |
| 빅 쇼           | 1999년 11월 14일         | 미획득                   | 2009년 7월 26일 (파트너는 크리스 제리코)   | 미획득                                               | 2012년 4월 1일   | 2003년 10월 19일    |
| 더 미즈         | 2010년 11월 22일         | 폐지                     | 2007년 11월 16일 (파트너는 존 모리슨)      | 2019년 1월 27일 (파트너는 셰인 맥마흔)               | 2012년 7월 23일  | 2009년 10월 5일     |
| 대니얼 브라이언 | 2013년 8월 18일          | 미획득                   | 2012년 9월 16일 (파트너는 케인)            | 2019년 5월 7일 (파트너는 로완)                       | 2015년 3월 29일  | 2010년 9월 19일     |
| 크리스 제리코   | 2001년 12월 9일          | 미획득                   | 2009년 6월 28일 (파트너는 에지)            | 미획득                                               | 1999년 12월 12일 | 2017년 1월 9일      |
| 딘 앰브로스     | 2016년 6월 19일          | 미획득                   | 2017년 8월 20일 (파트너는 세스 롤린스)     | 미획득                                               | 2015년 12월 13일 | 2013년 5월 19일     |
| 로만 레인즈     | 2015년 11월 22일         | 2018년 8월 19일          | 2013년 5월 19일 (파트너는 세스 롤린스)     | 미획득                                               | 2017년 11월 20일 | 2016년 9월 25일     |
| 랜디 오턴       | 2007년 10월 7일          | 폐지                     | 2021년 8월 21일 (파트너는 리들)            | 2016년 12월 4일 (파트너는 브레이 와이엇 & 루크 하퍼) | 2003년 12월 14일 | 2018년 3월 11일     |
| 세스 롤린스     | 2015년 3월 29일          | 2019년 4월 7일           | 2013년 5월 19일 (파트너는 로만 레인즈)     | 미획득                                               | 2018년 4월 8일   | 2015년 8월 23일     |
| 제프 하디       | 2008년 12월 14일         | 미획득                   | 2017년 4월 2일 (파트너는 매트 하디)        | 2019년 4월 9일 (파트너는 매트 하디)                  | 2001년 4월 12일  | 2018년 4월 16일     |
| 코피 킹스턴     | 2019년 4월 7일           | 폐지                     | 2011년 8월 22일 (파트너는 에반 본)         | 2017년 7월 23일 (파트너는 빅 E & 재비어 우즈)        | 2008년 6월 29일  | 2009년 6월 1일      |
| 레이 미스테리오 | 2011년 7월 25일          | 폐지                     | 2002년 11월 7일 (파트너는 에지)            | 2021년 5월 16일 (파트너는 도미닉 미스테리오)         | 2009년 4월 5일   | 2019년 5월 19일     |
| AJ 스타일스     | 2016년 9월 11일          | 폐지                     | 2021년 4월 10일 (파트너는 오모스)          | 미획득                                               | 2020년 6월 8일   | 2017년 7월 7일      |
| 케빈 오웬스     | 미획득                   | 2016년 8월 29일          | 2023년 4월 1일 (파트너는 새미 제인)        | 2023년 4월 1일 (파트너는 새미 제인)                  | 2015년 9월 20일  | 2017년 4월 2일      |
| 핀 베일러       | 미획득                   | 2016년 8월 21일          | 2023년 9월 2일 (파트너는 데미안 프리스트)  | 2023년 9월 2일 (파트너는 데미안 프리스트)            | 2019년 2월 17일  | 2022년 2월 28일     |

#### 신 규정 그랜드 슬램 챔피언십에 가능성이 있는 선수들
- WWE 챔피언십 - 나카무라 신스케
- 인터콘티넨탈 챔피언십 - 존 시나, 셰이머스
- WWE 유나이티드 스테이츠 챔피언십 - 드루 매킨타이어,  코디 로즈

#### WWE의 여성 그랜드 슬래머들
| 챔피언      | 위민스 싱글 챔피언십 | 위민스 싱글 챔피언십 | 위민스 싱글 챔피언십 | 위민스 태그팀 챔피언십                 |
| 챔피언      | WWE 위민스           | 위민스 월드          | NXT 위민스           | WWE 위민스 태그팀                      |
| ----------- | -------------------- | -------------------- | -------------------- | -------------------------------------- |
| 베일리      | 2017년 2월 13일      | 2019년 5월 19일      | 2015년 8월 22일      | 2019년 2월 17일 (파트너는 사샤 뱅크스) |
| 아스카      | 2020년 5월 10일      | 2018년 12월 16일     | 2016년 4월 1일       | 2019년 10월 6일 (파트너는 카이리 세인) |
| 사샤 뱅크스 | 2016년 7월 25일      | 2020년 10월 25일     | 2015년 2월 11일      | 2019년 2월 17일 (파트너는 베일리)      |
| 샬럿 플레어 | 2016년 4월 3일       | 2017년 11월 14일     | 2014년 5월 29일      | 2020년 12월 20일 (파트너는 아스카)     |
| 리아 리플리 | 2021년 4월 11일      | 2023년 4월 1일       | 2019년 12월 18일     | 2021년 9월 20일 (파트너는 니키 A.S.H.) |
| 베키 린치   | 2019년 4월 8일       | 2016년 9월 11일      | 2023년 9월 12일      | 2023년 2월 27일 (파트너는 리타)        |
| 이요 스카이 | 2023년 8월 5일       | 2025년 3월 3일       | 2020년 6월 7일       | 2022년 9월 12일 (파트너는 다코타 카이) |

#### 여성 그랜드 슬램 챔피언십에 가능성이 있는 여성 선수들
- NXT 위민스 챔피언십 - 비앙카 벨레어, 알렉사 블리스

#### FCW의 그랜드 슬래머들
다른 단체들과는 다르게 하단 목록의 3가지의 타이틀을 획득하면 그랜드 슬래머로 인정하는데, 플로리다 헤비웨이트 챔피언십, 플로리다 태그팀 챔피언십, 잭 브리스코 15 챔피언십이 있다. 
| 챔피언        | 플로리다 헤비웨이트 챔피언 | 플로리다 태그팀 챔피언                   | 잭 브리스코 15 챔피언 |
| ------------- | -------------------------- | ---------------------------------------- | --------------------- |
| 세스 롤린스   | 2012년 2월 23일            | 2011년 3월 25일 (파트너는 리키 스팀보트) | 2011년 1월 13일       |
| 리키 스팀보트 | 2012년 7월 25일            | 2011년 3월 25일 (파트너는 세스 롤린스)   | 2012년 1월 13일       |

## TNA
TNA의 그랜드 슬램 챔피언십은 NWA와 분리되기전인 2002년부터 2007년까지 존재했던, NWA 월드 헤비웨이트 챔피언십, NWA 월드 태그팀 챔피언십, 2002년부터 시작한 TNA X-디비전 챔피언십, 2007년에 다시 시작한 TNA 월드 챔피언십과 TNA 월드 태그팀 챔피언십, 그리고 기타급 챔피언십으로 또하나의 챔피언십인 TNA 레전드 챔피언십까지 있다. 즉, 월드 헤비웨이트 챔피언십 (NWA, TNA), 월드 태그팀 챔피언십 (NWA, TNA), TNA X-디비전, 그리고 TNA 레전드/글로벌/텔레비전/킹 오브 더 마운틴 챔피언십이 존재한다. 2014년 4월 10일에 에릭 영이 4번째 그랜드 슬램으로 달성하였다.
TNA의 그랜드 슬래머즈
| 문자 | 내용                             |
| ---- | -------------------------------- |
| 날짜 | 처음으로 챔피언십을 획득한 날짜. |

| 챔피언        | 월드 헤비웨이트 챔피언십 | 월드 헤비웨이트 챔피언십 | 월드 태그팀 챔피언십                    | 월드 태그팀 챔피언십                          | 중간급 챔피언십  | 기타 챔피언십                                | 기타 챔피언십   |
| 챔피언        | NWA 월드 헤비웨이트      | TNA 월드                 | NWA 월드 태그팀                         | TNA 월드 태그팀                               | TNA X-디비전     | TNA 레전드/글로벌/텔레비전/킹 오브 더 마운틴 | 임팩트 그랜드   |
| ------------- | ------------------------ | ------------------------ | --------------------------------------- | --------------------------------------------- | ---------------- | -------------------------------------------- | --------------- |
| AJ 스타일스   | 2003년 6월 11일          | 2009년 9월 20일          | 2002년 7월 3일 (파트너는 제리 린)       | 2007년 10월 14일 (파트너는 톰코)              | 2002년 6월 19일  | 2009년 3월 15일                              | 폐지            |
| 어비스        | 2006년 11월 19일         |                          | 2004년 2월 4일 (파트너는 AJ 스타일스)   | 2014년 9월 19일 (파트너는 제임스 스톰)        | 2011년 5월 16일  | 2011년 1월 9일                               | 폐지            |
| 사모아 조     | 폐지                     | 2008년 4월 13일          | 폐지                                    | 2007년 7월 15일 (파트너없이 획득)             | 2005년 12월 11일 | 2012년 9월 27일                              | 폐지            |
| 에릭 영       | 폐지                     | 2014년 4월 10일          | 2004년 10월 12일 (파트너는 로버트 루드) | 2010년 5월 4일 (파트너는 케빈 내쉬 & 스캇 홀) | 2008년 12월 7일  | 2009년 10월 18일                             | 폐지            |
| 오스틴 에리스 | 폐지                     | 2012년 7월 8일           | 폐지                                    | 2013년 1월 25일 (파트너는 바비 루드)          | 2011년 9월 11일  | 폐지                                         | 2018년 1월 14일 |

#### 그랜드 슬램 챔피언십에 가능성이 있는 선수들
- TNA 월드 태그팀 챔피언십 - 무스

## ROH
링 오브 아너의 그랜드 슬램 챔피언십은, RoH 월드 헤비웨이트 챔피언십, RoH 월드 텔레비전 챔피언십, RoH 월드 태그팀 챔피언십, RoH 월드 식스맨 태그팀 챔피언십으로만 달성할 수 있다. 제이 리설이 획득한 퓨어 챔피언쉽은 2006년 8월 12일에 폐지되었지만 그랜드슬램 달성 기록으로 인정이 되고있는 유일한 선수다.
ROH의 그랜드 슬래머즈
| 문자 | 내용                             |
| ---- | -------------------------------- |
| 날짜 | 처음으로 챔피언십을 획득한 날짜. |

| 챔피언              | 월드 헤비웨이트 챔피언십 | 월드 태그팀 챔피언십                      | 중간급 챔피언십   | 기타 챔피언십  | 기타 챔피언십                                              |
| 챔피언              | RoH 월드                 | RoH 월드 태그팀                           | RoH 월드 텔레비전 | RoH 월드 퓨어  | RoH 월드 식스맨 태그팀                                     |
| ------------------- | ------------------------ | ----------------------------------------- | ----------------- | -------------- | ---------------------------------------------------------- |
| 크리스토퍼 대니얼스 | 2017년 3월 10일          | 2002년 9월 21일 (파트너는 도노반 모건)    | 2010년 12월 10일  | 미획득         | 2018년 3월 9일 (파트너는 프랭키 카자리안, 스콜피오 스카이) |
| 맷 테이븐           | 2019년 4월 6일           | 2015년 9월 18일 (파트너는 마이클 베넷)    | 2013년 3월 2일    | 미획득         | 2016년 12월 2일 (파트너는 TK O'라이언, 비니 마스세길라)    |
| 제이 리설           | 2015년 6월 19일          | 2019년 12월 13일 (파트너는 조나단 그레샴) | 2011년 8월 13일   | 2005년 3월 5일 | 미획득                                                     |

#### 그랜드 슬램 챔피언십에 가능성이 있는 선수들
- ROH 월드 태그팀 챔피언십 - 달튼 캐슬, 사모아 조
- ROH 퓨어 챔피언십 - 애덤 콜, 로더릭 스트롱
- ROH 월드 식스맨 태그팀 챔피언십 - 애덤 콜, 로더릭 스트롱

## 같이 보기
- 트리플 크라운 챔피언십